# Cyril Rootham

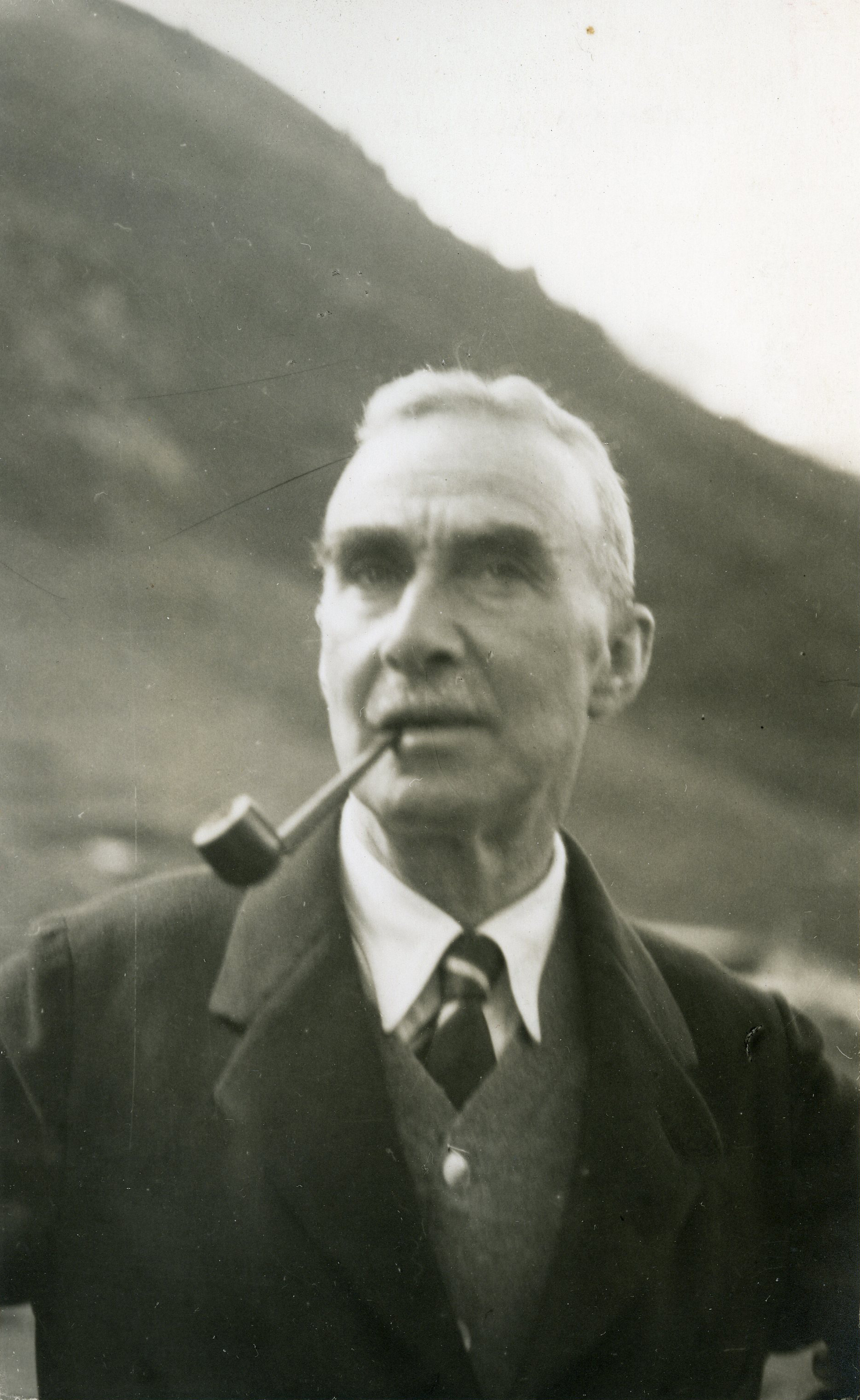
Cyril Rootham

Cyril Bradley Rootham (* 5. Oktober 1875 in Redland, Bristol; † 18. März 1938) war ein englischer Komponist.

## Leben
Rootham studierte ab 1894 am St John’s College in Cambridge. Von 1898 bis 1901 war er Organist an der Christ Church in Hampstead und studierte am Royal College of Music bei Charles Villiers Stanford, Walter Parratt und Marmaduke Barton. Von 1901 bis zu seinem Tod war er Organist und musikalischer Direktor am St. John’s College. Zu seinen Schülern zählten Arthur Bliss, Christian Darnton, Arnold Cooke, David Franklin, Cecil Armstrong Gibbs, William Glock, Walter Leigh, Bernard Stevens, Basil Maine, Robin Orr und Percy Young.
1910 erschien seine Publikation Voice Training for Choirs and Schools. Im gleichen Jahr wurde er Dirigent der Cambridge University Musical Society. In dieser Funktion bestimmte er maßgeblich das Musikleben von Cambridge. Seine Aufführungen elisabethanischer Madrigale in den 1920er Jahren hatten die Gründung zahlreicher Madrigalgesellschaften in Cambridge und in ganz England zur Folge. 1930 organisierte er das erste Cambridge Festival of British Music, an dem u. a. Kathleen Long, Zoltán Kodály, Manuel de Falla und Arthur Honegger teilnahmen. Aufgrund einer fortschreitenden Muskeldystrophie musste er die Dirigententätigkeit 1936 aufgeben.
Rootham komponierte eine Oper, zwei Sinfonien, Chorwerke, Kantaten, kammermusikalische Werke und Lieder.

## Werke
- Bühnenwerke
  - The Two Sisters, Oper (1918–1921)
- Orchesterwerke
  - A Passerby, Rhapsodie nach Robert Bridges (1910)
  - Pan, Rhapsodie für Orchester (1912)
  - Processional for the Chancellor’s Music (1920)
  - St. John’s Suite, für kleines Orchester (1921)
  - Miniature Suite, für Orchester oder Klavier und Streichinstrumente (1921)
  - Rhapsody on the old English tune „Lazarus“, für Doppel-Streichorchester (1922)
  - Psalm of Adonis, für Orchester (1931)
  - Symphony no. 1 in C-Moll (1932)
  - Symphony no. 2, für Orchester mit Chor-Finale (1936)
- Vokalwerke
  - Andromeda, dramatische Kantate (1908)
  - The Lady of Shalott, für Chor und Orchester (1909–10)
  - Coronach, für Bariton, Chor und Orchester (1910)
  - The Stolen Child, für Chor und Orchester (1911)
  - For the Fallen, für Chor und Orchester (1915)
  - Brown Earth, für  Chor, Halbchor und Orchester (1921–1922)
  - Ode on the Morning of Christ’s Nativity, für Solisten, Chor, Halbchor und Orchester (1928)
  - City in the West, für Chor und Orchester (1936)
- Kammermusik
  - Streichquartett in D-Dur (1909)
  - Streichquartett in C-Dur (1914)
  - Suite für Flöte und Klavier (1921)
  - Sonata für Violin und Klavier in G-Moll (1925)
  - Septett für Bratsche, Holzbläserquintett und Harfe (1930)
  - Trio für Violin, Violoncello und Klavier (1932)

## Diskografische Hinweise
- Symphonie 1: London Philharmonic Orchestra, Vernon Handley, Lyrita Recorded Edition , SRCD.269
- Violinsonate in G-Moll: Jacqueline Roche, Robert Stevenson, Dutton Epoch  CDLX 7219
- For the Fallen, Miniature Suite, The Psalm of Adonis, City in the West, The Stolen Child: Alan Fearon, Sinfonia Chorus, BBC Northern Singers, Northern Sinfonia of England, Richard Hickox, EMI Classics , 5099950592326
- Miniature Suite for String Orchestra and Piano (und andere Werke „Peacock Pie“): Martin Roscoe, Guildhall Strings, Hyperion Records , B0000631BI
- Great European Organs, No 66 – Epinikion und Elegiac Rhapsody on an Old Church Melody: Graham Barber an der Domorgel des Doms in Ripon (England), Priory Records , B00008OETY